# Ana García-Siñeriz
Ana María Aurora García-Siñeriz Alonso (Oviedo, 26 de juliol de 1965) periodista, presentadora i escriptora espanyola.
Va estudiar periodisme a la Universidad Complutense de Madrid i va fer un màster a Ràdio Nacional d'Espanya. Té dos fills: Mateo (1998) i Chloe (2000).
El 2000 va publicar un llibre titulat Bebé a bordo, en què relata les seves experiències amb l'embaràs i la maternitat. Posteriorment ha presentat la novel·la Esas mujeres rubias i el llibre Nueve meses y un día.
També ha publicat, juntament amb l'il·lustrador Jordi Labanda una sèrie de llibres sota el títol de La banda de Zoé protagonitzats per una nena que es diu Zoé: Los dos mundos de Zoé, Elemental, querida Zoé, Esto sí que es Hollywood, I love NY, Zoé y la princesa romana, Sayonara, Zoé, Gatos, espías y rollitos de primavera, Vaya lío en Río, Zoé en Barcelona o Amor y pollo con patatas.

## TV
- "Luce tu pueblo" (2016-2017) (Divinity)[5]
- "Matinal Cuatro" (2010-) (Cuatro)
- "Channel nº 4" (2005-2008) amb Boris Izaguirre (Cuatro)
- "Lo + plus" (1995-2005) (Canal plus)
- "Magacine" (2005) (Canal plus)
- "Primer plano" (1993-1994) (Canal plus)
- "Hablando claro" (1988-1989) (TVE)